# Jacksonville Veterans Memorial Arena
La Jacksonville Veterans Memorial Arena è un'arena indoor situata a Jacksonville in Florida. Ospita le partite dei Jacksonville Sharks di AFL.

## Storia
Il palazzetto fu aperto nel novembre 2003; il primo artista a esibirsi all'arena fu Elton John.
L'arena ha ospitato il pay-per-view della WWE One Night Stand nel 2007 e l'ABA All-Star Game nel 2011. Dal 2012 sarà la casa dei Jacksonville Bullies della nuova lega NALL.